# Jaime Caruana Lacorte
Jaime Caruana Lacorte (València, 14 de març de 1952) va ser Governador del Banc d'Espanya entre juliol del 2000 i juliol del 2006.

## Biografia
Caruana va néixer a València i va fer estudis d'enginyeria de telecomunicacions a la Universitat Politècnica de Madrid, obtenint el títol d'enginyer el 1974. Després de 6 anys al capdavant del Banc d'Espanya com a Governador (juliol de 2000-juliol de 2006), va passar a formar part de l'influent G30 (Group of Thirty) institució d'anàlisis financeres i macroeconòmiques amb seu a Washington DC. També va formar part part del Comitè de Basilea (Suïssa) com a president des de maig del 2003. Va prendre part en els acords de Basilea II, guanyant-se el respecte dels reguladors i de la indústria de serveis financers per aconseguir un acord per al text revisat al juny del 2004. L'agost del 2006 va entrar al Fons Monetari Internacional (FMI) de la mà de l'aleshores president Rodrigo Rato com a conseller i director del Departament de Mercats Monetaris i de Capital. Al novembre del 2008 va ser nomenat director general del Banc de Pagaments Internacionals.
El 26 de maig de 2006 a les 13.03 hores, al final del seu mandat com a governador, l'associació d'inspectors del Banc d'Espanya va enviar una «nota informativa» al Ministre d'Economia alertant de la passivitat dels òrgans rectors del banc central davant l'«insostenible creixement del crèdit bancari a Espanya durant els anys de mandat del senyor Caruana», relacionant el mateix creixement amb l'esclat de la «bombolla del maó» que succeiria alguns mesos més tard.
Va ser succeït al capdavant del Banc d'Espanya] per Miguel Ángel Fernández Ordóñez, militant del Partit Socialista Obrer Espanyol i antic secretari d'estat.
El director gerent del FMI, Rodrigo Rato, va nomenar a l'exgovernador del Banc d'Espanya, Jaime Caruana, com a cap del departament de Mercats Monetaris i de Capital del Fons Monetari Internacional a l'agost de 2006. Rato va ser ministre d'economia d'Espanya fins al 2004 i Caruana va coincidir amb ell durant quatre anys del seu mandat com a Governador del Banc Central.
Va deixar el Fons Monetari Internacional (FMI) a la primavera de 2009 per posar-se al capdavant del Banc de Pagaments Internacionals. L'ex governador del Banc d'Espanya va assumir així, l'1 d'abril de 2009, i per un mandat inicial de cinc anys, el lloc de director general.

## Negligències
Al maig de 2006, els inspectors del Banc d'Espanya adverteixen el governador, en un escrit de quatre pàgines de la seva «complaent lectura de la situació econòmica espanyola» està iniciant el camí al desastre. Amb la revisió de l'augment del deute total del país, des d'un deute total manejable inferior al 300% del PIB del país l'any 2005, fins a assolir el que es diu «la trampa de deute» el 2008, una quantitat de deute on només s'aconsegueix pagar els interessos (situada sobre el 340%), i que a Espanya 2008 es va assolir el 366,2% de la renda del país, afectant el 397% el 2009, i el 402% el 2010, només baixant el 2011 al 395%. Prendre mesures contra aquest augment descontrolat del deute és responsabilitat del regulador, dirigit en els moments de formació de la causa de la crisi per Jaime Caruana i després per Miguel Ángel Fernández Ordoñez.